# 隆日韦勒莱吕塞
隆日韦勒莱吕塞（法語：Longevelle-lès-Russey，法語發音：[lɔ̃ʒvɛl lɛ ʁysɛ]，意为“吕塞附近的隆日韦勒”）是法国杜省的一个市镇，属于蓬塔利耶区。

## 地理
隆日韦勒莱吕塞（47°13'32"N, 6°39'5"E）面积2.56 平方千米，位于法国勃艮第-弗朗什-孔泰大區杜省，该省份为法国东部内陆省份，北起上索恩省，西接汝拉省，东部及东南部与瑞士接壤，东北部与贝尔福地区省接壤。
与隆日韦勒莱吕塞接壤的市镇（或旧市镇、城区）包括：沙姆塞。

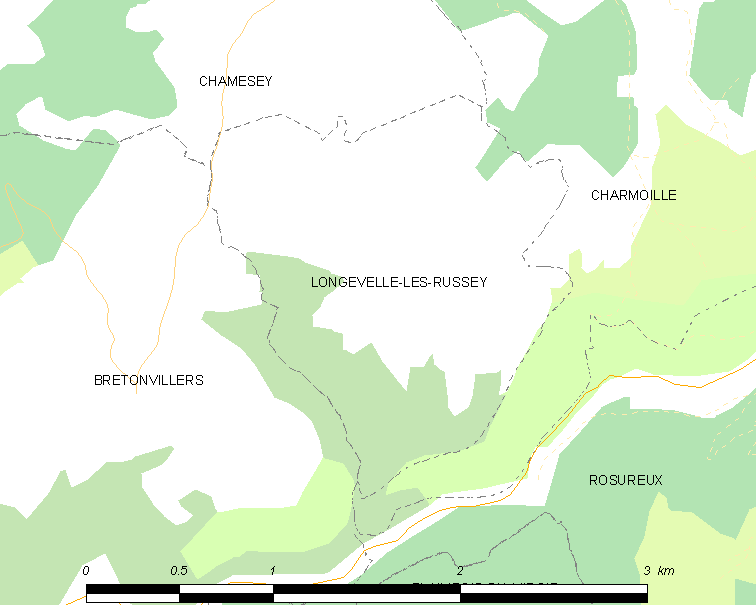
隆日韦勒莱吕塞的OSM定位图

隆日韦勒莱吕塞的时区为UTC+01:00、UTC+02:00（夏令时）。

## 行政
隆日韦勒莱吕塞的邮政编码为25380，INSEE市镇编码为25344。

## 政治
隆日韦勒莱吕塞所属的省级选区为瓦尔达翁县。

## 人口

1962-2008年间隆日韦勒莱吕塞人口变化图示

隆日韦勒莱吕塞于2022年1月1日时的人口数量为40人。